# Méthoxyméthylènetriphénylphosphine
La méthoxyméthylènetriphénylphosphine est un  réactif de Wittig utilisé comme réactif dans pour l'homologation des aldéhydes et cétones en aldéhydes allongés, une réaction organique rapportée pour la première fois en 1958. Ce réactif est assez instable, même à des températures douces et dans l'eau. Il doit ainsi être généré in situ, prenant une couleur rouge sang caractéristique des ylures déstabilisés.
La méthoxyméthylènetriphénylphosphine peut être préparée par une série de deux réactions :
- réaction entre la triphénylphosphine (1) et le méthoxychlorométhyle (2) dans l'éther diéthylique, formant un sel de phosphonium (3). Ce dernier peut également être préparé à partir de la triphénylphosphine, du méthylal et du chlorure d'acétyle, une réaction qui évite d'utiliser un éther de chloroalkyle coûteux et cancérigène, et qui est spécialement utile dans la production à grande échelle.
- déprotonation du sel par le phényllithium en ylure de phosphore, la méthoxyméthylènetriphénylphosphine (4) :

Elle peut ensuite réagir avec une cétone ou un aldéhyde (5) par une réaction de Wittig en éther d'énol (6), qui peut ensuite être converti en aldéhyde (7) par réaction avec un acide.
Cette réaction a notamment été appliquée à une stéroïde, la tigogénone (schéma ci-dessous), dans la synthèse total du Taxol de Wender et dans la synthèse totale de la quinine de Stork.